# Impatiens semounensis
Impatiens semounensis är en balsaminväxtart som beskrevs av Joseph Dalton Hooker. Impatiens semounensis ingår i släktet balsaminer, och familjen balsaminväxter. Inga underarter finns listade i Catalogue of Life.